# استفان بنسل
استفان بنسل (انگلیسی: Stéphane Bancel؛ زادهٔ ۱۹۷۲ مارسی) کارآفرین، مدیر اجرایی و سرمایه‌دار اهل فرانسه است، که از سال ۲۰۱۳ تاکنون به‌عنوان مدیرعامل شرکت آمریکایی مدرنا فعالیت می‌کند. وی مالکیت ۹٪ از سهام این شرکت را نیز در اختیار دارد.